# Physemothrips
Physemothrips är ett släkte av insekter. Physemothrips ingår i familjen smaltripsar.
Kladogram enligt Catalogue of Life:
| Physemothrips | \| \| Physemothrips chrysodermus \| \| \| \| \| \| Physemothrips hadrus \| \| \| \| |
|               | \| \| Physemothrips chrysodermus \| \| \| \| \| \| Physemothrips hadrus \| \| \| \| |
|               | Physemothrips chrysodermus                                                          |
|               |                                                                                     |
|               | Physemothrips hadrus                                                                |
|               |                                                                                     |